# エドワード・T・ホール
エドワード・T・ホール（Edward Twitchell Hall, Jr.、1914年5月16日 - 2009年7月20日）は、アメリカ合衆国の文化人類学者。異文化コミュニケーション学の先駆者。ノースウェスタン大学人類学科名誉教授。日本では「Ｅ・Ｔ・ホール」と表記されることも多い。

## 経歴
1914年ミズーリ州ウェブスター・グローブス市に生まれ、ニューメキシコ州で育つ。1936年デンバー大学人類学科を卒業（B.A.）。1938年アリゾナ大学大学院人類学研究科修士課程を修了（M.A.）。1942年コロンビア大学大学院人類学研究科博士課程を修了（Ph.D.）。
1946年から1948年まで、デンバー大学人類学科教授を務めた。1948年から1951年には、ベニントン大学教授。1950年から1955年米国国務省外務職員局（Foreign Service Institute）第４研修部主任教官。この間ワシントン精神医学大学院大学（Washington School of Psychiatry）でも教鞭を取った。
1955年に『Scientific American』に出版した論文「The Anthropology of Manners」が注目を集め、さらに1959年に単行本『The Silent Language（沈黙のことば）』を出版し一躍有名になる。1963年から1967年、イリノイ工科大学人類学科教授を務め、1966年に『The Hidden Dimension（かくされた次元）』を出版する。1967年から1977年、ノースウェスタン大学人類学科教授を務め、1976年に『Beyond Culture』を出版した。
日本との関係では、1976年に来日し、国際基督教大学で開催された「Humane Responsibility in Communicating Across Cultures」と題したシンポジウムに出席した。また、1981年に筑波大学で1988年に国際文化会館で文化とコミュニケーションに関して講演を行った。
退職後はノースウェスタン大学名誉教授となり、ニューメキシコ州に住んだ。1997年と1999年にはニューメキシコ大学大学院コミュニケーション学研究科で異文化コミュニケーションの授業を担当した。2009年サンタ・フェの自宅にて95歳で逝去。

### 研究内容・業績
第二次世界大戦後にミクロネシア文化の研究を行い、社会学、言語学、動物行動学にも関心をもち、幅広い研究活動をおこなった。著書『沈黙のことば』では「ボディー・ランゲージ」の概念を提唱した。
また、世界の文化を「高コンテクスト（コンテキスト）」と「低コンテクスト」とに分類して、中国（当時）、日本、アラブ諸国、ギリシャ、スペインなどはコンテクスト依存が高く、ジャーマン・スイス（スイスのドイツ語圏）、ドイツ、スカンジナビア諸国、アメリカ、フランスが低いと論じた。（高・低文脈文化を参照）
近接学を提唱し、対人距離を論じた。時間感覚、時間意識についても「ポリクロニック」(polychronic)と「モノクロニック」(monochronic)な文化に分けた。

## 著書
- The Silent Language (1959)　日本語訳『沈黙のことば』國弘正雄・長井善見・斎藤美津子共訳、南雲堂、1966年
- The Hidden Dimension (1966)　日本語訳『かくれた次元』日高敏隆・佐藤信行共訳、みすず書房、1970年
- The Fourth Dimension In Architecture: The Impact of Building on Behavior (1975, co-authored with Mildred Reed Hall)
- Beyond Culture（英語版） (1976)　日本語訳『文化を超えて』岩田慶治・谷泰共訳、阪急コミュニケーションズ、1993年
- The Dance of Life: The Other Dimension of Time (1983)
- Handbook for Proxemic Research
- Hidden Differences: Doing Business with the Japanese
- An Anthropology of Everyday Life:  An Autobiography (1992, Doubleday, New York)
- Understanding Cultural Differences - Germans, French and Americans (1993, Yarmouth, Maine)
- West of the Thirties. Discoveries Among the Navajo and Hopi (1994, Doubleday, New York etc.)

## 関連文献
- Hastings, S. O., Musambira, G. W., & Ayoub, R. (2011). Revisiting Edward T. Hall’s work on Arabs and olfaction: An update with implications for intercultural communication scholarship. Journal of Intercultural Communication Research, 40(1), 3-20.
- Leeds-Hurwitz, W. (2014). Notes in the history of intercultural communication: The Foreign Service Institute and the mandate for intercultural training. In M. K. Asante, Y. Miike, & J. Yin (Eds.), The global intercultural communication reader (2nd ed., pp. 17-34). New York, NY: Routledge.
- Rogers, E. M. (2000). The extensions of men: The correspondence of Marshall McLuhan and Edward T. Hall. Mass Communication and Society, 3(1), 117-135.
- Rogers, E. M., Hart, W. B., & Miike, Y. (2002). Edward T. Hall and the history of intercultural communication: The United States and Japan. Keio Communication Review, 24, 3-26.
- Shuter, R. (2014). The centrality of culture in the 20th and 21st centuries. In M. K. Asante, Y. Miike, & J. Yin (Eds.), The global intercultural communication reader (2nd ed., pp. 48-57). New York, NY: Routledge.